# Юра (кантон)
Юра́ (фр. Jura; нем. Jura; итал. Giura; романш. Giura) — кантон на северо-западе Швейцарии, самый молодой кантон в составе швейцарской конфедерации. Административный центр — город Делемон. Население — 70 942 человек (20-е место среди кантонов; данные 2012 года).

Логотип Республики и Кантона Юрa

## География

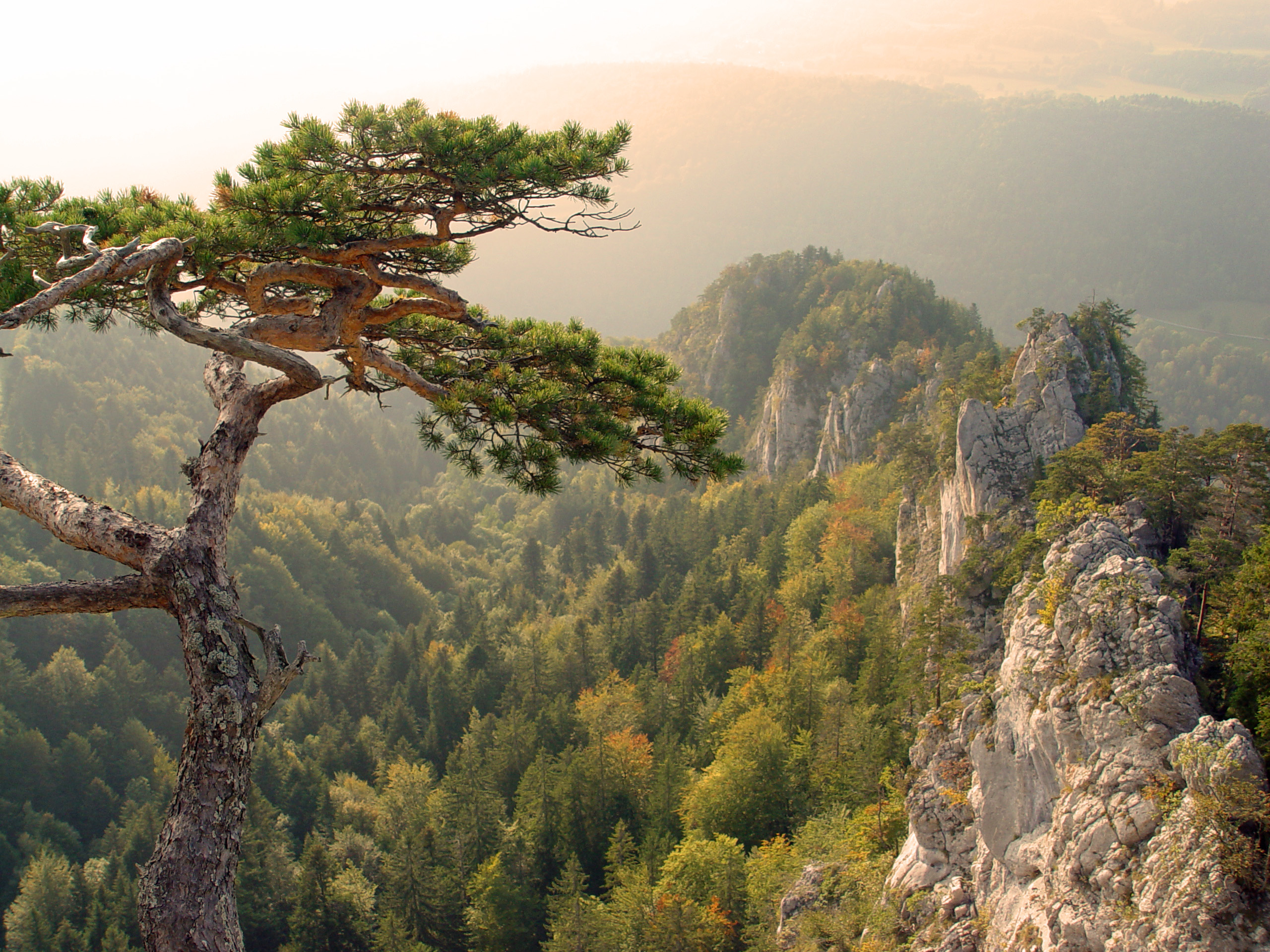
Природа в округе Франш-Монтань на юго-западе Юры

Площадь — 838 км² (14-е место среди кантонов).
Кантон Юра расположен на северо-западе Швейцарии. На западе и севере граничит с Францией, на юге и востоке — с другими кантонами (на юге: Невшатель, Берн; на востоке — Золотурн, Базель-Ланд).
На юге кантона расположены горы Юра, на севере — плато Юра.

## История возникновения кантона
Историческая область Юра ранее входила в преимущественно немецкий и протестантский кантон Берн. Сейчас эта область является кантоном с населением 69 тысяч человек, находящемся в северо-западной части Швейцарии, и является одним из самых экономически отсталых кантонов Швейцарии. Хотя кантон Юра и является самым молодым кантоном Швейцарии, историческая область, из которой он образовался, имеет давнюю историю, которая содержит истоки современного конфликта.
Основы современного конфликта заложены ещё в далеком XIV веке, когда эта франкоязычная область в ходе так называемых «Бургундских войн» была насильственно включена в состав сильного немецкоязычного кантона Берн, в то время стремившегося расширить свою территорию за счёт продвижения на запад и юг. Таким образом, захваченная территория становилась фактически колонией Берна. В XVI веке после Реформации население Берна переходит в протестантство, что естественным образом негативно воспринимается католическим населением Юра. Как видно из этих событий, уже в это время были заложены основы конфликтного потенциала, которые привели к образованию нового независимого кантона Юра. В период существования Гельветической республики область Юра присоединяется к Франции и живёт в течение 5 лет в либеральных социально-политических рамках «Кодекса Наполеона». Но вскоре произошла реставрация политического режима в Швейцарии, и по Заключительному акту Венского конгресса 1815 года область Юра вновь присоединяется к кантону Берн, что привело к дальнейшему возрастанию социального и межконфессионального напряжения в этом районе Швейцарии. Берн рассматривал Юру в качестве своего «сырьевого придатка» и не уделял особого внимания развитию местной промышленности.
Вплоть до 1960-х годов конфликты между франкоязычным и немецкоязычным населением носили бытовой характер. В 1940—1950-е годы в стране был стабильный экономический рост, и поэтому все политические и культурные конфликты сами собой отходили на второй план. В 1947 году возник так называемый «Комитет Мутье» (фр. Comité de Moutier), требовавший широкой автономии для региона Юра. Но вскоре от этой организации откололось радикальное крыло, члены которого создали сепаратистскую организацию «Ассамблея Юры» (фр. Rassemblement jurassien), целью которой уже было создание независимого и суверенного кантона. «Причины обострения проблемы Бернской Юры скрывались в 30—40 гг. XX века, когда в этой части кантона Берн, равно как и в остальной франкоязычной Швейцарии, во многом под влиянием французской праворадикальной организации „Аксьон Франсез“, активно развивался культ французской культуры, противопоставлявшейся „германскому варварству“».
В 60-е годы начинается активизация военного крыла организации «Ассамблея Юры». Ими совершаются мелкие провокации: взрывы телеграфных столбов, покушения на военные учреждения и крестьянские дворы, хозяева которых были настроены «про-бернски». Однако члены этой «террористической» группировки называли себя громким именем — «Фронт освобождения Юры» (фр. Front de Liberation du Jura).
На земельной выставке в Лозанне в 1964 году впервые проявила себя организация «Bélier», состоявшая в основном из агрессивно настроенных молодых людей. На глазах у изумлённой публики они торжественно провозгласили требование об «освобождении» Юры. В последующем ими было совершенно множество акций с целью привлечения общественного внимания к проблеме Юры. Это организация действует до сих пор, имеет свой официальный сайт, выпускает свою газету, и не перестает проводить провокационные акции.
Обострение проблемы Юры в 1960-е годы не стоит рассматривать только лишь через призму исторически заложенного потенциала конфликтности в XIX веке, когда на Венском конгрессе было решено включить Юру в кантон Берн. Здесь необходимо учитывать, что вообще те годы были отмечены всплеском симпатий к различным национально-освободительным движениям «третьего» мира. Европейцы восхищались Мао и Хо Ши Мином, выходили на демонстрации с их портретами и антиамериканскими протестами. И вполне логичным было то, что проблема национальных меньшинств и их борьбы за «освобождение» имела в то время особый подтекст. К этому нужно добавить, что свою роль сыграло и зарождение, с опорой на Францию, всемирного «франкофонного» движения, поставившего во главу угла защиту французского языка и культуры. «Стартовый сигнал» этому движению был дан знаменитым визитом генерала де Голля в Канаду, во время которого он неожиданно провозгласил лозунг «Да здравствует свободный Квебек!». Хоть юрассийские лидеры и не возлагали особых надежд на Францию, тем не менее они охотно принимали моральную и материальную поддержку. «Деголлевский тезис о возрождении величия Франции был воспринят другими франкофонами в других странах (Канада, Бельгия, Италия) как сигнал к выдвижению требований сепаратистского характера. В регионе, граничившем с Францией, испытывавшем к тому же определённые социально-экономические трудности при общем благополучии Швейцарии зёрна сепаратизма дали определённые ростки. Франкофоны потребовали повышения статуса территории своего проживания».
Все эти события в итоге стали точкой отсчета в процессе поиска компромиссных политических решений. В кантоне Берн 1 марта 1970 года был проведен референдум, на котором жителям предлагалось ответить на следующий вопрос: согласны ли они с перспективой отделения семи северо-западных бернских общин (католических и франкоговорящих) и созданием суверенного кантона Юра на их основе. Большинство проголосовавших согласились с этой перспективой. Далее последовал референдум в самом округе Юра. 12 июня 1974 года в семи общинах большинство граждан проголосовало за создание нового кантона Юра. Перевес был незначительным: «за» — 36 802, «против» — 30 057. В связи с этим был проведен дополнительный референдум по этому же вопросу в трех южных общинах Куртелари, Ла-Нёвилль и Мутье. Жители этих округов высказались за сохранение их общин в составе кантона Берн.
Завершающим этапом в деле образования нового кантона явилось проведение референдума уже на общенациональном уровне. 24 сентября 1978 года швейцарский народ высказался за образование нового кантона Юра («за» — 1 309 722, «против» — 281 917). Официально новый кантон Юра вошёл в состав Швейцарской Конфедерации 1 января 1979 года. Итогом долгой истории возникновения кантона Юра явилось подписание с одной стороны представителями Федерального совета, и с другой — представителями кантонов Берн и Юра, «Соглашения по кантону Юра», которое закрепило взаимное признание границ.
Но на этом перекройки границ не закончились. 25 марта 1994 года жители округа Лауфен проголосовали за то, чтобы войти в состав полукантона Базель-сельский. Политическая неустойчивость в этом регионе была нарушена в 2003 году, когда кантональное «Движение Юры за автономию» (фр. Mouvement automiste pour Le Jura), образованное в 1994 году в результате слияния комитета «Unité jurassienne» с «Rassemblement jurassien», инициировали программу «Единая Юра» (фр. Un Seul Jura). Основная цель этой программы заключается в воссоединении «Бернской Юры» с самим кантоном Юра. И на этот раз всё решилось мирным демократическим путём. Парламент Берна пошёл на уступки и создал в 2004 году «Совет региона Бернская Юра». В компетенцию этого органа входят некоторые финансовые вопросы, а также культурное развитие региона. В том же году с позволения Федерального Совета специальному комитету было поручено провести анализ ситуации вокруг региона Бернская Юра и определить, возможно ли создание единого суперкантона Юра или, хотя бы, создание двух полукантонов по типу разделённых по религиозному принципу Базеля, Унтервальдена и Аппенцелля. Через четыре года этот комитет огласил результаты:
1) во-первых, «идея создания полукантонов окончательно отвергнута как наследие средневекового прошлого, на которое наложили отпечаток многочисленные религиозные войны периода Реформации».
2) во-вторых, комитетом было рекомендовано создать суперкантон Юру, который объединил бы в себе всех юрассийцев: и протестантов, и католиков.

## Население

### Религия

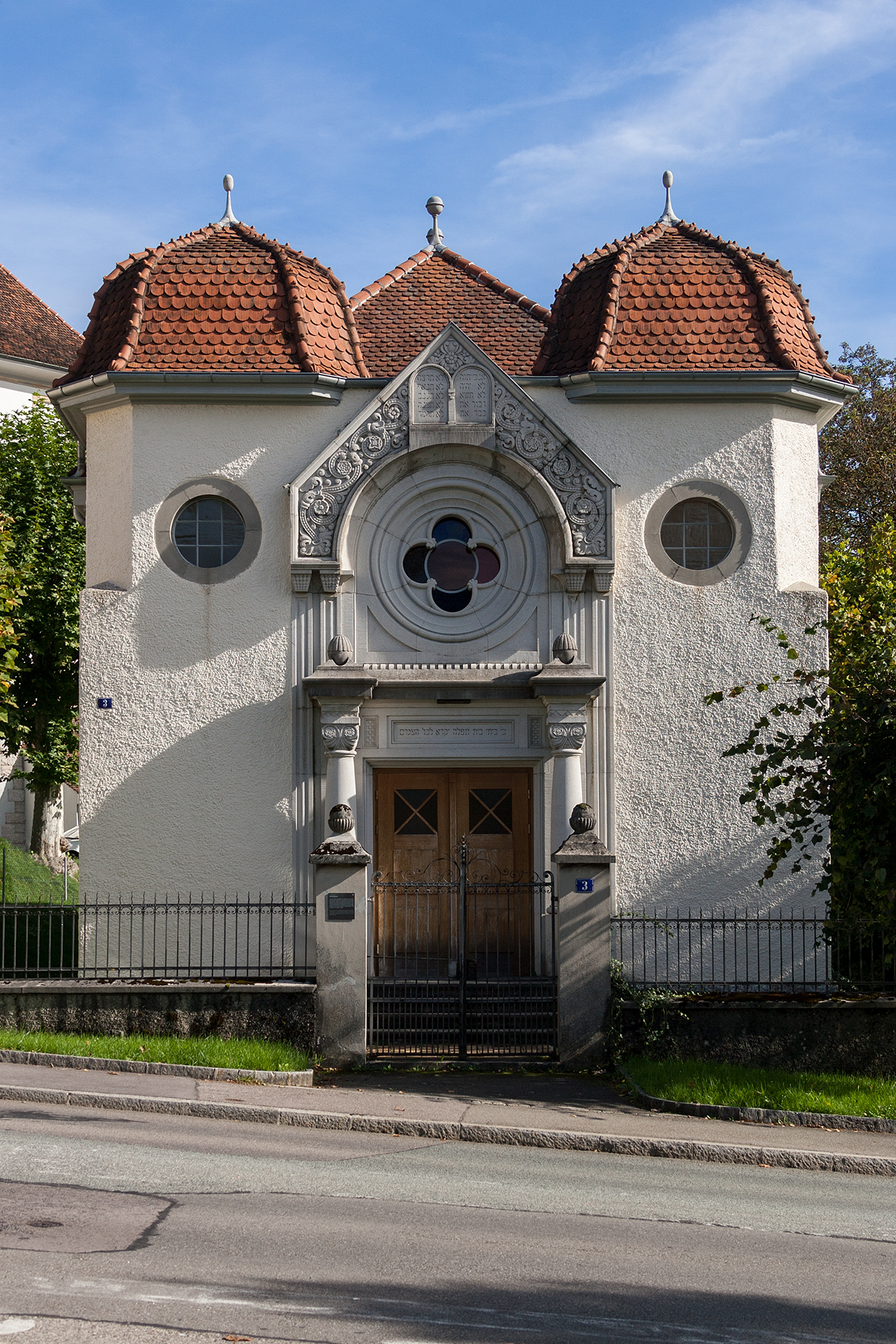
Синагога Делемона

В кантоне Юра значительное большинство жителей исповедуют католичество (69,6 %). 10,1 % являются прихожанами евангелической реформатской церкви, 12,1 % — нерелигиозны.
Католические приходы кантона Юра принадлежат Базельскому епископство и вместе с приходами кантонов Берн и Золотурн входят в состав епископства Санкт-Верена (резиденция епископального викариата в Биле). Параллельно с церковной организацией в кантоне Юра, как и в большинстве других швейцарских кантонов, существуют государственные церковно-правовые органы (органы публичного права) с соборной церковной церковью кантонального католического романа Республики и кантона Юра (на кантональном уровне) и церковными приходами (на уровне приходов), которые взимают церковные налоги и предоставляют финансовые ресурсы для выполнения церковных обязанностей.
Конгрегации евангелической реформатской церкви кантона Юра принадлежат реформатским церквям Берн-Юра-Золотурн. И поместная церковь, и отдельные церковные приходы являются органами публичного права.

## Административное деление
Кантон делится на 3 округа:
- Делемон (Delémont)
- Поррантрюи (Porrentruy)

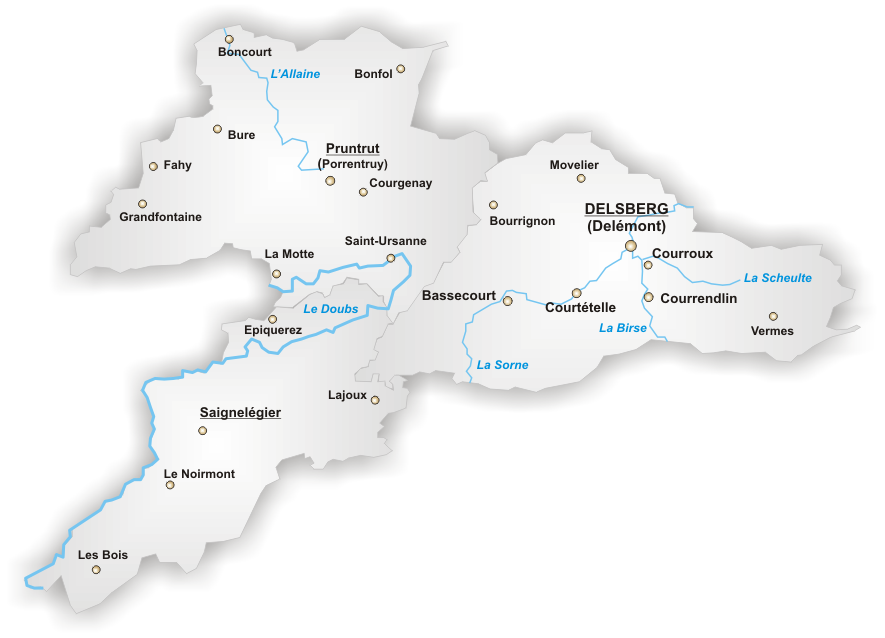
Административная карта кантона.

- Франш-Монтань (Franches-Montagnes)

## Государственное устройство
Законодательный орган — Парламент (Parlement), исполнительный орган — Правительство (Gouvernement), состоящий из Председателя Правительства (Président du Gouvernement), заместителя Председателя Правительства (Vice-président du Gouvernement) и министров (Ministre), суд апелляционной инстанции — Кантональный суд, суды первой инстанции — окружные суды (Tribunal du District).

## Экономика

### Доходы населения
С 2017 года в кантонах Юра и Невшатель установлен второй самый высокий минимальный размер оплаты труда в мире (после кантона Женева самый высокий в мире (23 франка (€21,30) в час или 4086 франков (€3785,47) в месяц) и он составляет 20 франков (€18,53) в час или около 3600 франков (€3335,21) в месяц).